# Margaret của Wessex
Thánh Margaret của Scotland (tiếng Gael Scotland: Naomh Maighread; tiếng Scots: Saunt Marget, sinh khoảng năm 1045 – 16 tháng 11 năm 1093), còn được gọi là Margaret của Wessex, là một vương nữ Anh và là một vương hậu Scotland. Margaret đôi khi được gọi là "Hòn ngọc của Scotland". Sinh ra tại Vương quốc Hungary với vua cha nước Anh xa xứ Edward the Exile, Margaret và gia đình bà trở về Anh vào năm 1057. Sau cái chết của vua Harold II trong trận Hastings năm 1066, anh trai của bà là Edgar Ætheling được bầu làm Vua nước Anh, nhưng chưa bao giờ đăng quang. Sau khi bà và gia đình chạy trốn lên phía bắc, Margaret kết hôn với Malcolm III của Scotland vào cuối năm 1070.
Bà là một Cơ đốc nhân rất ngoan đạo, và trong số nhiều công việc từ thiện, bà đã thiết lập một chuyến phà qua Firth of Forth ở Scotland cho những người hành hương đến St Andrews ở Fife, nơi đặt tên cho các thị trấn Nam Queensferry và Bắc Queensferry. Margaret là mẹ của ba vị vua của Scotland, hoặc bốn, nếu tính cả Edmund của Scotland (người cai trị cùng chú của mình, Donald III), và là mẹ của một vương hậu Anh. Theo Vita S. Margaritae (Scotorum) Reginae, bà qua đời tại Lâu đài Edinburgh ở Edinburgh, Scotland vào năm 1093, chỉ vài ngày sau khi nhận được tin báo về cái chết của chồng bà trong trận chiến.
Vào năm 1250, Giáo hoàng Innocent IV đã phong thánh cho bà, và hài cốt của bà được đặt lại trong một ngôi đền ở Tu viện Dunfermline ở Fife, Scotland. Thi thể của bà đã bị thất lạc sau cuộc Cải cách Scotland và sau đó bị đánh mất. Mary, Nữ vương Scotland, đã từng sở hữu chiếc đầu của bà, sau đó được các tu sĩ Dòng Tên ở Đại học Scots, Douai, Pháp bảo quản, nhưng từ đó lại bị mất trong cuộc Cách mạng Pháp.

## Cuộc sống ban đầu

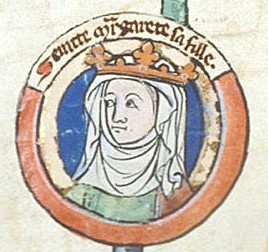
Margaret trong sách minh hoạ một cây gia đình thời trung cổ

Margaret là con gái của vương tử Anh Edward the Exile và vợ ông là Agatha, và cũng là cháu gái của Edmund Ironside, Vua nước Anh. Sau cái chết của Ironside vào năm 1016, Canute gửi đứa trẻ sơ sinh Edward và anh trai cậu bé đến triều đình của vua Thụy Điển, Olof Skötkonung, và cuối cùng họ đã lên đường đến Kiev. Khi trưởng thành, ông đi du lịch đến Hungary, nơi mà năm 1046 ông đã ủng hộ việc đấu thầu thành công của Vua Andrew I cho chiếc vương miện Hungary. Nguồn gốc tổ tiên của mẹ Margaret là Agatha vốn bị tranh chấp, nhưng tài liệu cho rằng Margaret được sinh ra ở Hungary vào khoảng năm 1045. Anh trai của bà là Edgar the Ætheling và em gái Cristina cũng sinh ra ở Hungary vào khoảng thời gian này. Margaret lớn lên trong một môi trường mang nặng tính tôn giáo ở triều đình Hungary.

## Trở về nước Anh
Khi còn là một đứa trẻ, bà đến Anh cùng với những người còn lại của gia đình khi cha bà, Edward the Exile, được triệu hồi vào năm 1057 với tư cách là người kế vị mặc định cho chú cố của bà, Vua Edward the Confessor không con. Dù là do nguyên nhân tự nhiên hay có sự sắp đặt, cha bà qua đời ngay sau khi đến nơi, và Margaret tiếp tục cư trú tại triều đình Anh nơi anh trai bà, Edgar Ætheling, được coi là người có khả năng kế vị ngai vàng Anh. Khi Edward the Confessor qua đời vào tháng 1 năm 1066, Harold Godwinson được chọn làm vua, có thể vì Edgar được coi là quá trẻ. Sau thất bại của Harold trong trận Hastings vào cuối năm đó, Edgar được xưng là Vua của Anh, nhưng khi người Norman tiến vào London, Witenagemot đã trình bày Edgar cho William I của Anh, người đã đưa Edgar đến Normandy trước khi đưa ông trở lại Anh vào năm 1068, khi đó cả 3 anh chị em Edgar, Margaret, Cristina, và mẹ của họ là Agatha chạy trốn lên phía bắc tới Northumbria, Anh.

## Hành trình đến Scotland
Theo truyền thống, Agatha góa vợ sẽ quyết định rời Northumbria, Anh cùng các con và trở về quê hương. Tuy nhiên, một cơn bão đã đẩy con tàu của họ về phía bắc đến Vương quốc Scotland, nơi họ bị đắm tàu vào năm 1068. Ở đó, họ được vua Malcolm III cho tị nạn. Địa điểm nơi người ta tin rằng họ đã đến nơi ngày nay được gọi là St Margaret's Hope. Việc Margaret đến Scotland, sau cuộc nổi dậy thất bại của các bá tước Northumbrian, đã được lãng mạn hóa rất nhiều, mặc dù Symeon xứ Durham ngụ ý rằng cuộc gặp đầu tiên của cô với Malcolm III có thể phải đến năm 1070, sau sự kiện William I hành quân đến phía bắc. Các nguồn tin khác nói rằng họ đã gặp nhau 9 năm trước đó. Theo Orderic Vitalis, một trong những hành động sớm nhất của Malcolm với tư cách vua là đến triều đình của Edward the Confessor vào năm 1059 để sắp xếp một cuộc hôn nhân với Margare, người đã đến Anh hai năm trước từ Hungary. Nếu một hôn ước được lập vào năm 1059, nó có thể đã không được lưu giữ, và điều này có thể giải thích cho cuộc xâm lược của người Scotland vào Northumbria vào năm 1061 khi Lindisfarne bị cướp bóc.
Vua Malcolm III là một ông vua goá vợ có hai con trai, Donald và Duncan. Ông bị thu hút khi kết hôn với một trong số ít thành viên còn lại của gia đình hoàng gia Anglo-Saxon. Cuộc hôn nhân của Malcolm và Margaret diễn ra vào năm 1070. Sau đó, Malcolm thực hiện một số cuộc xâm lược Northumberland để ủng hộ yêu sách của người anh rể mới Edgar và để gia tăng quyền lực của chính mình. Tuy nhiên, những điều này không có tác dụng nhiều trong việc cứu vãn sự tàn phá của nơi đây.

## Hậu duệ
Margaret và Malcolm có tám người con, sáu con trai và hai con gái:
1. Edward (khoảng 1071 – 13 tháng 11 năm 1093), bị giết cùng với cha mình trong trận Alnwick.
2. Edmund (1071 – 1097).
3. Ethelred, trụ trì Dunkeld, Perth và Kinross, Scotland.
4. Edgar (1074 – 11 tháng 1 năm 1107), vua của Scotland, tại vị từ 1097–1107.
5. Alexander I (1078 – ngày 23 tháng 4 năm 1124), vua của Scotland, tại vị từ 1107–1124.
6. Edith (1080 – 1 tháng 5 năm 1118), đổi tên thành Matilda, vương hậu Anh.
7. Mary (1082–1116), Nữ bá tước phu nhân xứ Burgundy.
8. David I (1084 – 24 tháng 5 năm 1153), vua của Scotland, tại vị từ 1124–1153.

## Sự ngoan đạo

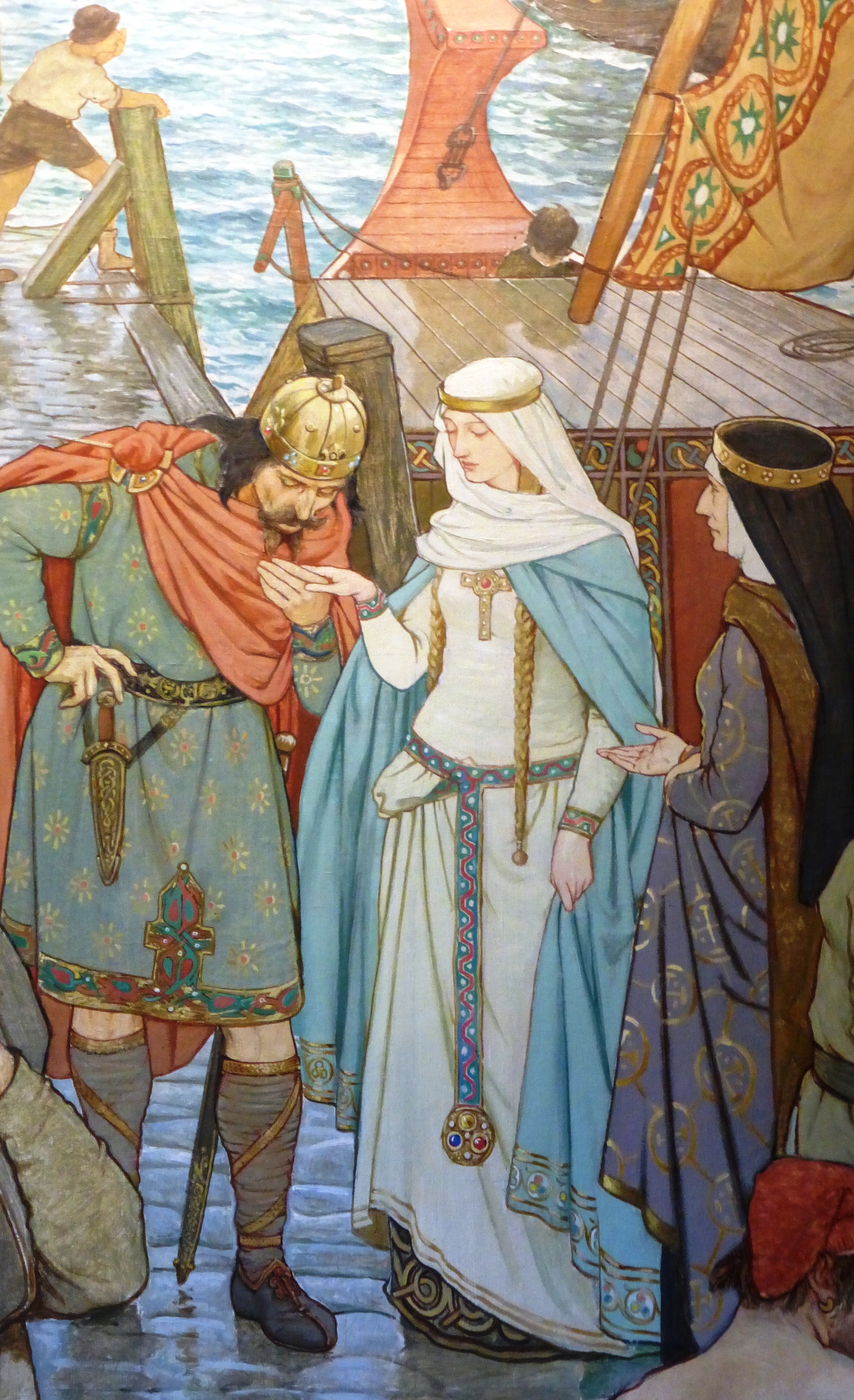
Malcolm gặp Margaret khi bà đến Scotland; chi tiết trong một bức tranh tường của nghệ sĩ thời Victoria, William Hole.

Người viết tiểu sử của Margaret, Turgot xứ Durham, Giám mục của Thánh Andrew, cho rằng bà có ảnh hưởng văn minh đối với Malcolm, chồng bà bằng cách đọc cho ông những câu chuyện từ Kinh Thánh. Bà đã khơi dậy cải cách tôn giáo, cố gắng để phù hợp với việc thờ cúng và tu hành của Nhà thờ ở Scotland với ở Rome. Bà làm điều này theo cảm hứng và với sự dẫn dắt của Lanfranc, một tổng giám mục tương lai của Canterbury. Bà cũng làm mọi việc để sao cho phù hợp với các hoạt động của Giáo hội Scotland với các tập quán của Giáo hội địa phương mà bà đã trải qua thời thơ ấu. Vì những thành tích này, bà được coi là gương mẫu của những "người cai trị công bằng". Và hơn thế nữa, bà đã tạo ảnh hưởng đến chồng con, đặc biệt là con trai út của bà, Vua tương lai David I của Scotland, trở thành những người cai trị anh minh và thánh thiện.
Các nhà biên niên sử hầu hết đều đồng ý miêu tả vương hậu Margaret là một người mạnh mẽ, tinh tế, cao quý, và có ảnh hưởng rất lớn đối với chồng bà, và qua đó cho thấy tầm quan trọng của cuộc hôn nhân trong lịch sử Scotland, đặc biệt là trong các khía cạnh giáo hội. Niềm tin về tôn giáo của bà vốn chân thực và mãnh liệt theo phong cách La Mã mới nhất. Nhà thờ ở Scotland đã được sửa đổi đáng kể so với kiểu nguyên thủy và phổ biến cho đến thời của bà, mà có thể do chính bà là người đề ra. Cách thức tuân thủ Mùa Chay, mà sau đó bắt đầu như ở bất kỳ nơi nào khác vào Thứ Tư Lễ Tro chứ không phải trước đó vào Thứ Hai tuần sau, và việc bãi bỏ tập quán cũ là tuân theo Thứ Bảy (Sabbath), không phải Chủ Nhật, là một ngày nghỉ ngơi sau khi lao động (xem Skene's Celtic Scotland, cuốn thứ hai chương 8). Tuy nhiên, các ấn bản sau này của ''Encyclopædia Britannica'', như một ví dụ của Ấn bản thứ mười một, đã loại bỏ ý kiến của Skene rằng người Công giáo Scotland trước đây hầu như đã nghỉ làm vào thứ Bảy, điều mà không có bằng chứng lịch sử. Skene's Celtic Scotland, vol. ii, chap. 8, pp. 348–350, trích dẫn từ một tài liệu đương thời liên quan đến cuộc đời của Margaret, nhưng nguồn của ông không nói gì về việc tuân thủ ngày Sa-bát Thứ Bảy, mà lại chỉ nói rằng Thánh Margaret đã khuyến khích người Scotland chấm dứt xu hướng "bỏ bê việc tuân thủ đúng mức trong ngày của Chúa."
Bà tham dự các công việc từ thiện, chăm sóc trẻ mồ côi và người nghèo mỗi ngày trước khi bà ăn và rửa chân cho người nghèo theo gương Chúa. Bà dậy lúc nửa đêm mỗi ngày để tham dự buổi lễ. Bà đã mời thành công Dòng Biển Đức thành lập một tu viện ở Dunfermline, Fife vào năm 1072, và thiết lập các chuyến phà tại Queensferry và North Berwick để hỗ trợ những người hành hương đi từ phía nam Firth of Forth đến St. Andrew's ở Fife. Bà đã sử dụng một hang động bên bờ Tower Burn ở Dunfermline làm nơi sùng kính và cầu nguyện. Hang St. Margaret mang tên bà, hiện được bao phủ bên dưới một bãi đậu xe hơi của thành phố, mở cửa cho công chúng tham quan. Trong số những việc làm khác, Margaret cũng đẩy nhanh việc khôi phục lại Tu viện Iona ở Scotland. Bà cũng được biết đến là người đã can thiệp để trả tự do cho những người Anh lưu vong tị nạn, những người đã bị buộc phải làm chế độ nông nô trong cuộc chinh phục nước Anh của người Norman.
Margare ngoan đạo kín đáo một cách như khi bà công khai. Bà dành phần lớn thời gian để cầu nguyện, đọc sách và thêu thùa về giáo hội. Điều này rõ ràng có ảnh hưởng đáng kể đối với Malcolm nhưng tiếc rằng, Malcom là người không biết chữ. Tuy nhiên điều đó không làm giảm đi việc ông ngưỡng mộ lòng mộ đạo của bà, đến mức ông đã trang trí sách của bà bằng vàng và bạc. Một trong số những cuốn sách này, một cuốn sách phúc âm bỏ túi với chân dung của các Nhà truyền giáo, đang nằm trong Thư viện Bodleian ở Oxford, Anh.
Malcolm hầu như không biết gì về tác động lâu dài với những nỗ lực của Margaret, vì bản thân ông không mặn mà trong khía cạnh tôn giáo. Ông bằng lòng để bà theo đuổi những cải cách của mình như bà mong muốn, đó là minh chứng cho sức mạnh và tình cảm trong hôn nhân của họ.

## Qua đời
Chồng bà, Malcolm III và con trai cả Edward của họ bị giết trong trận Alnwick chống lại quân Anh vào ngày 13 tháng 11 năm 1093. Con trai thứ của bà là Edgar được giao nhiệm vụ thông báo cho mẹ về cái chết của họ. Margaret qua đời vào ngày 16 tháng 11 năm 1093, ba ngày sau cái chết của chồng và con trai cả khi chưa được 50 tuổi. Nguyên nhân về cái chết của bà được cho là do quá đau buồn. Margaret được chôn cất trước bàn thờ cao trong Tu viện Dunfermline ở Fife, Scotland. Năm 1250, năm bà được phong thánh, thi hài của bà và của chồng bà được khai quật và đặt trong một ngôi đền mới trong Tu viện. Năm 1560, Mary, nữ vương Scotland đã di dời phần đầu thi thể của Margaret đến Lâu đài Edinburgh như một bùa hộ để giúp Mary sinh con. Năm 1597, phần đầu thi thể Margaret được đặt tại Dòng Tên tại Đại học Scots, Douai, Pháp, nhưng đã bị thất lạc trong cuộc Cách mạng Pháp. Vua Philip của Tây Ban Nha đã chuyển những hài cốt khác, gồm có cả của Margaret và Malcolm III đến cung điện Escorial ở Madrid, Tây Ban Nha, nhưng vị trí hiện tại của họ ở đâu vẫn chưa phát hiện được.

## Sự tôn kính
Giáo hoàng Innocent IV đã phong thánh cho Thánh Margaret vào năm 1250 để công nhận sự thánh thiện của cá nhân bà, lòng trung thành với Giáo hội Công giáo La Mã, hoạt động cải cách giáo hội và từ thiện. Vào ngày 19 tháng 6 năm 1250, sau khi được phong thánh, hài cốt của bà được chuyển đến một nhà nguyện ở phía đông của Tu viện Dunfermline ở Fife, Scotland. Năm 1693, Giáo hoàng Innocent XII dời ngày lễ của bà sang ngày 10 tháng 6 để công nhận ngày sinh của con trai James VII và II của Scotland và Anh. Trong lần sửa đổi Lịch La Mã chung vào năm 1969, ngày 16 tháng 11 trở nên tự do và Giáo hội đã chuyển ngày lễ của bà sang ngày 16 tháng 11, ngày mất của bà, ngày mà lễ này luôn được quan sát ở Scotland. Tuy nhiên, một số người Công giáo theo chủ nghĩa truyền thống vẫn tiếp tục kỷ niệm ngày lễ của bà vào ngày 10 tháng 6.
Cô cũng được tôn sùng như một vị thánh trong Giáo hội Anh.
Margaret được tưởng nhớ tại Nhà thờ Anh với Lễ hội Lesser vào ngày 16 tháng 11 hàng năm.

### Các địa điểm, tổ chức mang tên bà
Một số nhà thờ trên khắp thế giới được dành riêng để tôn vinh Margaret. Một trong những lâu đời nhất là Nhà nguyện St Margaret trong Lâu đài Edinburgh ở Edinburgh, Scotland, nơi con trai bà là Vua David I lên ngôi. Nhà nguyện từ lâu được cho là nơi trưng bày của chính Margaret, nhưng bây giờ được cho là mới được thành lập vào thế kỷ 12. Dinh thự lâu đời nhất ở Edinburgh, nó đã được trùng tu vào thế kỷ 19 và được tân trang lại vào những năm 1990. Nhiều tổ chức khác cũng được đặt tên cho bà.

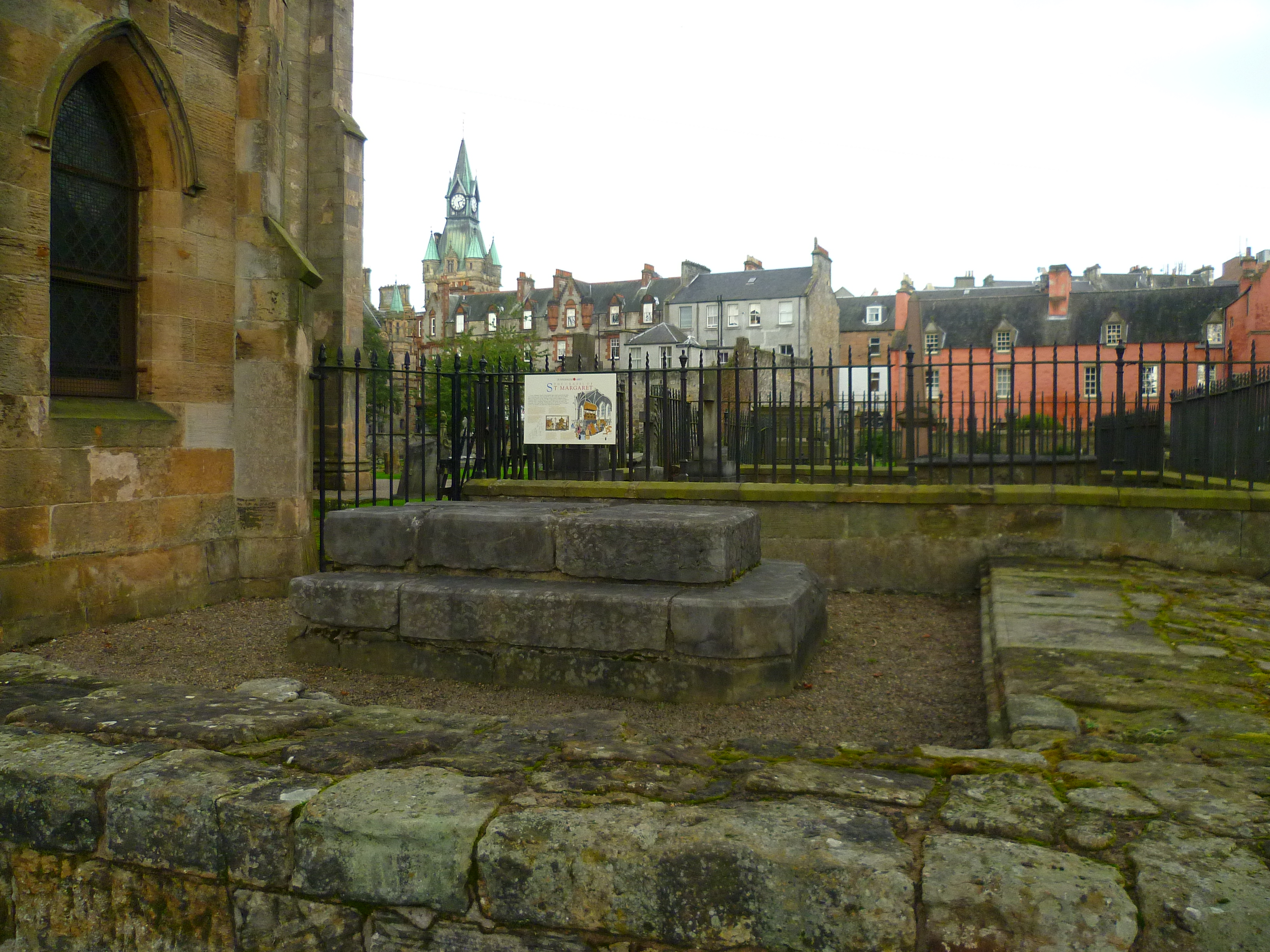
Địa điểm của Đền thờ Thánh Margaret, hiện tại bị đổ nát tại Tu viện Dunfermline, Fife, Scotland.
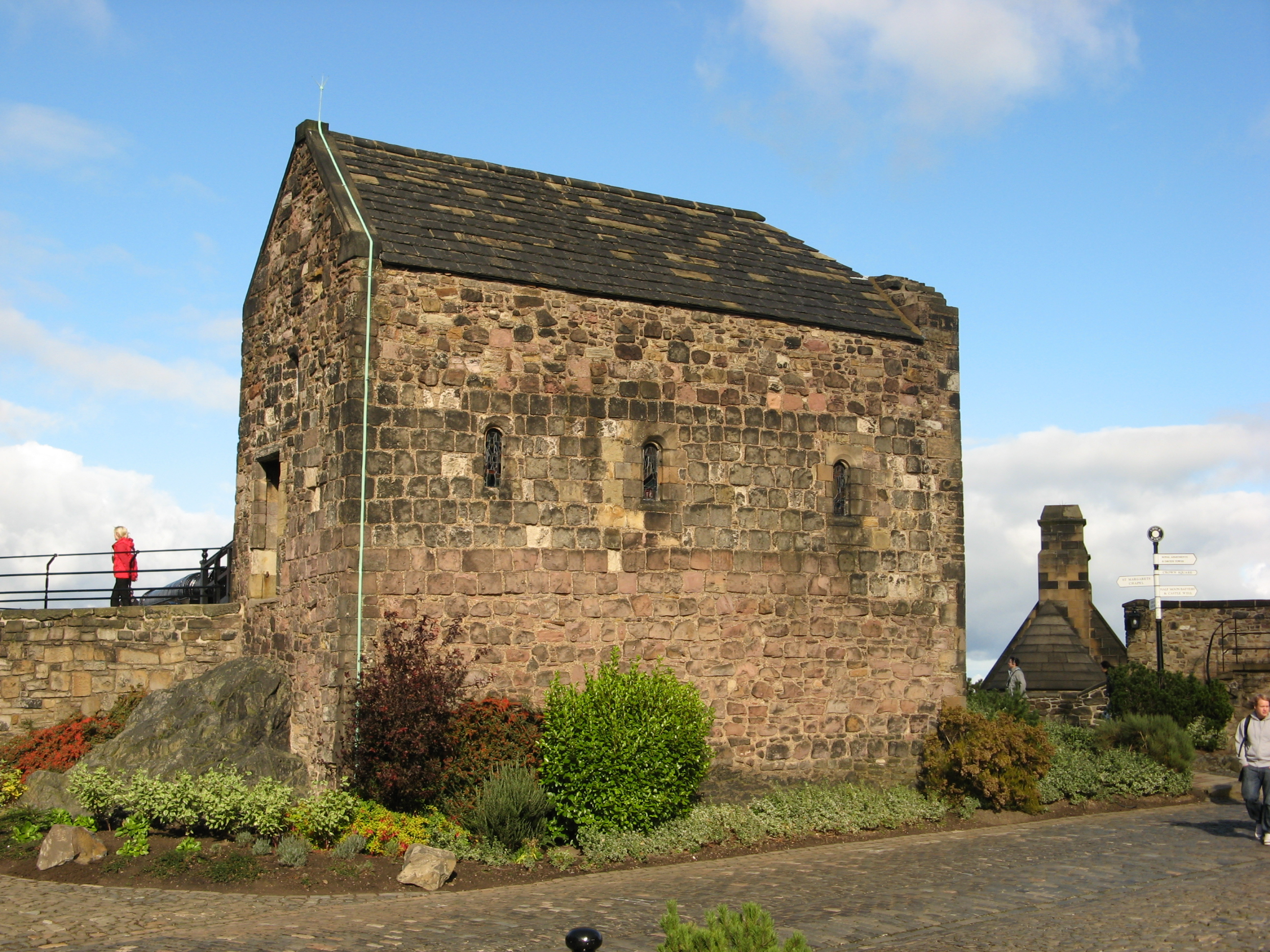
Nhà nguyện Thánh Margaret ở Lâu đài Edinburgh, Edinburgh, Scotland.
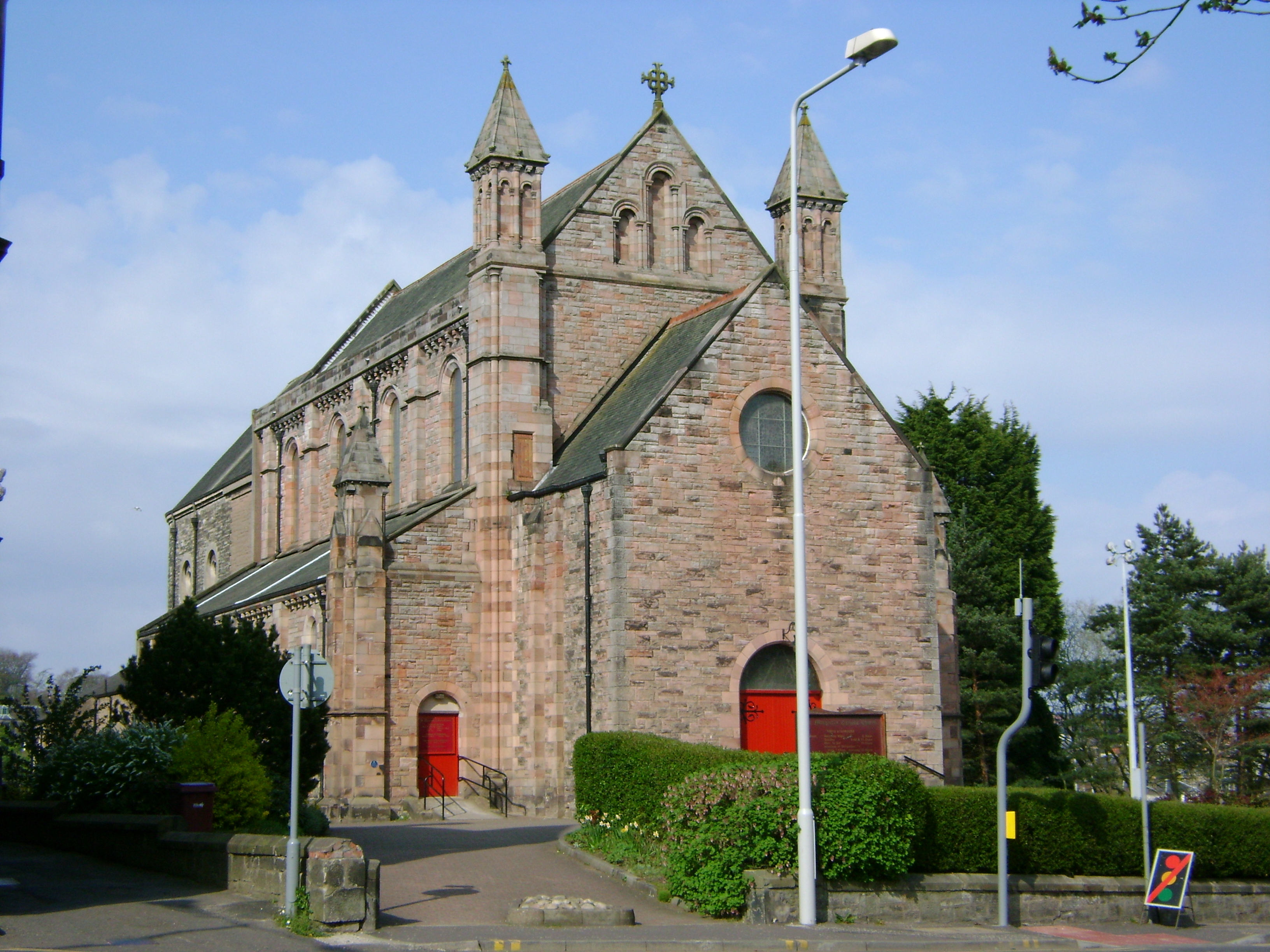
Nhà thờ Thánh Margaret ở Dunfermline, Fife, Scotland.